# Carlesmoor Beck
Der Carlesmoor Beck ist ein Wasserlauf in North Yorkshire, England. Er entsteht im Kirkby Malezard Moor östlich des Hambleton Hill und fließt zunächst in östlicher Richtung. Nach der Mündung des Stock Beck wendet er sich in südlicher Richtung und mündet in den River Laver.